# Руся (белорусская певица)
Ру́ся (настоящее имя Марина Шукюрова; род. 15 марта 1980 года) — белорусская певица, вокалистка группы «Indiga», Рок-княжна по итогам десятой «Рок-коронации». Является вокалисткой группы «Šuma», также принимает участие в группе «Akana-NHS» и других.

## Биография
Родилась в городском посёлке Тереховка на Гомельщине. Окончила Речицкий профессионально-педагогический колледж в 2000 году, факультет международных отношений БГУ в 2006 году.
Сотрудничала как журналист, редактор и продюсер с радио «Рация», «Европейским радио для Беларуси», переводила и озвучивала фильмы и мультфильмы для телеканала «БелСат».
В 2020 году сотрудничала со штабом кандидата в президенты Республики Беларусь Виктором Бабарико, арестованного незадолго до голосования. Во время протестного движения в Минске была координатором фонда помощи людям, пострадавшим или задержанным в ходе протестов. В сентябре 2020 года из-за угрозы политического преследования покинула Белоруссию с матерью и дочерью, улетев в Киев. В начале 2022 года по экономическим соображениям перебралась в Тбилиси. С февраля того же года оказывает помощь украинским беларусам, вынужденным покинуть Украину ввиду российского вторжения.

## Творчество
В детстве Русе нравилось творчество Кортни Лав, и поэтому она решила тоже стать певицей. С 2001 года пела в рок-группе «Indiga». Параллельно сотрудничала с поэтом Андреем Хадановичем, музыкантом Игорем Ворошкевичем, продюсерским центром «Backlab collective» (Австрия). Как приглашённая вокалистка сотрудничала с рок-группами «Partyzone», «Hasta La Fillsta».
Приняла участие в записи компиляции Лявона Вольского «Такога няма нідзе».
1 ноября 2008 года в клубе «Bronx» Руся в качестве участницы фольклорной группы «Akana-NHS» выступила на презентации EP «In Tune» «Hair Peace Salon», что закрепило её в качестве вокалистки в новой группе Ирэны Котвицкой, лидера разбросанной «NHS», а сам переход состоялся во время конкурсного проекта «Золотая акустика» за месяц до того в связи с продолжительным творческим отпуском «Indiga» из-за пертрубаций в составе.
Также певица сотрудничает с электронной группой «CherryVata». В 2011 году создала свою электронную фолк-группу «Šuma», за которой последовало рождение нового проекта «CityZen» в 2012 году.

## Оценки
Анатолий Мельгуй для «Музыкальной газеты» на примере сборного концерта с участием чешских групп в июне 2006 года подчёркивал артистизм и эмоциональность вокалистки «Indiga», фанатам которой «всегда импонировало её стремление к театрализации на сцене».

## Личная жизнь
На 2005 год состояла в гражданском браке с гитаристом «Indiga» Дмитрием Демидовым.
После снимков в стиле ню для столичного журнала «РиО» в 2007 году получила несколько предложений выйти замуж, но не приняла ни одного. В конце 2007 года стало известно о «тесной духовной связи» певицы с автором-исполнителем Атморави, но отношения ограничились лишь выступлениями дуэтом.
Вышла замуж за Юрия Мацюина в 2009 году.

## Достижения
18 июля 2003 года в составе группы «Indiga» победила на фестивале «Басовище». 28 февраля 2006 года получила «Рок-корону» и стала Рок-княжной на десятой «Рок-коронации».

## Дискография

### Indiga[бел.]
- Dni[бел.] (2004)

### Šuma
- Жніво (2015)
- Сонца (2016)